# Herb Koszalina

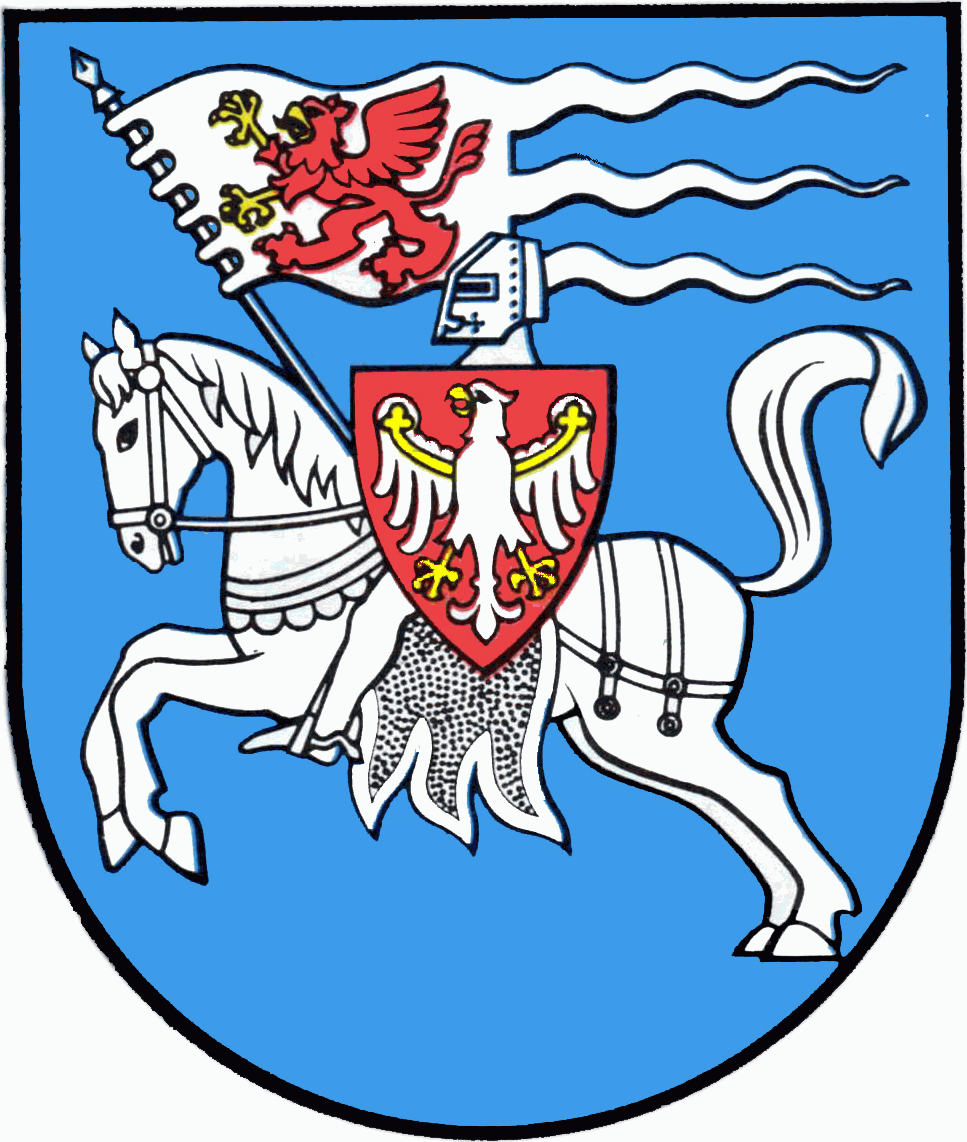
Herb obowiązujący w latach 1959–1996

Herb Koszalina – jeden z symboli miasta Koszalin w postaci herbu. Miasto od czasów lokacji pieczętowało się różnymi godłami. Początkowo była to pieczęć z wizerunkiem biskupa stojącego w bramie miejskiej, później wizerunek ściętej głowy św. Jana Chrzciciela, a w 1959 wprowadzono herb przedstawiający rycerza w srebrnej zbroi na białym koniu.

## Wygląd i symbolika
Herb przedstawia na niebieskiej tarczy rycerza w srebrnej zbroi na białym koniu trzymającego w swym lewym boku czerwoną tarczę rycerską z białym orłem piastowskim o żółtych dziobie i szponach. Po prawej stronie jeźdźca znajduje się biały proporzec z czerwonym gryfem pomorskim.
Herb nawiązuje do wizerunku na pieczęci Bogusława II z dokumentu z 1214 roku.
Umieszczenie na tarczy rycerskiej orła piastowskiego a na proporcu gryfa pomorskiego miało za cel podkreślenie związków rodowych i politycznych, jakie łączyły pomorskiego księcia Bogusława II z Polską. Dla odróżnienia barw herbu miejskiego od herbu państwowego przyjęto barwę błękitną pola. Miejska Rada Narodowa w Koszalinie przedstawiła, iż społeczeństwo Koszalina pragnie, aby nowy herb miasta przypominał zamierzchłe czasy władców słowiańskich.

## Historia

### Pieczęć z XIII wieku

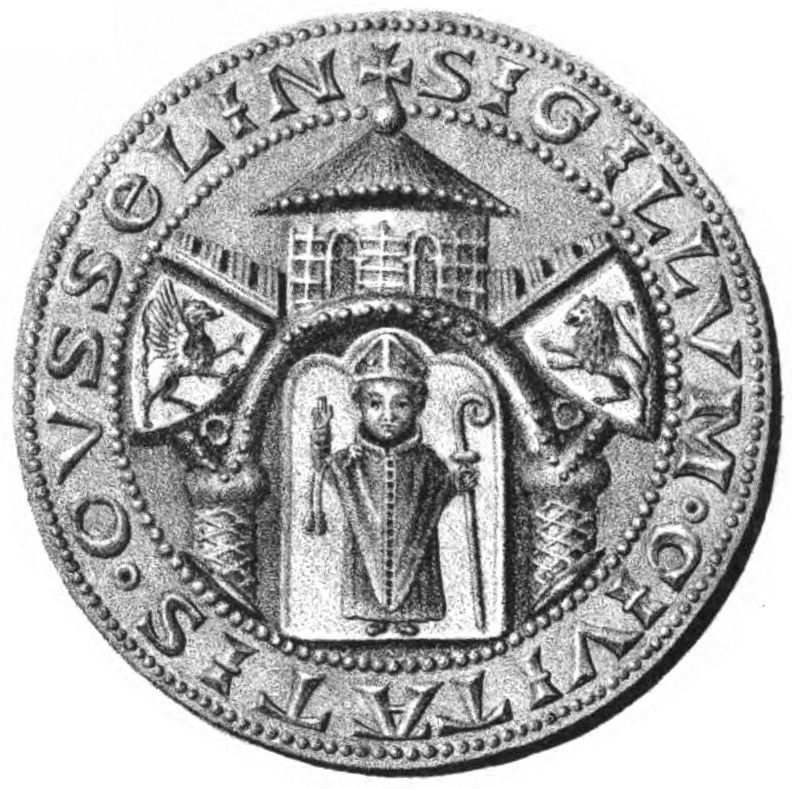
Pieczęć miejska z XIII wieku

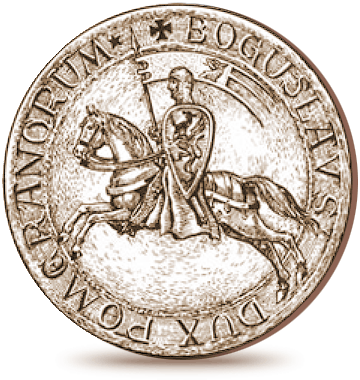
Pieczęć księcia Bogusława II

Pierwszy wizerunek, którym posługiwał się Koszalin znajdował się na pieczęci miejskiej z XIII wieku. Jest ona znana z dokumentów z 1286 roku oraz późniejszych. Zakłada się, że pieczęć wykonano po lokacji miasta w 1266 roku i przed 1286 rokiem. Pieczęć przedstawiała wizerunek stojącego biskupa kamieńskiego Hermanna von Gleichena pod trzema kościelnymi łukami w przedstawionej symbolicznie bramie miejskiej. Biskup w stroju pontyfikalnym, miał infułę na głowie, pastorał w lewej ręce, prawą unosił do błogosławieństwa. Nad bramą wznosiła się wieża o dwóch oknach i szerokim trójkątnym daszku. Na obu ścianach bocznych bramy (murach z blankami fortecznymi) znajdowała się tarcza herbowa, przy czym lewa (prawa heraldycznie) miała gryfa, a prawa (lewa heraldycznie) lwa. Gryf nawiązywał do rodu książąt Gryfitów, a lew był herbem Hermana von Gleichen. Na pieczęci miejskiej był napis SIGILLUM - CIVITATIS - CUSSELIN. Słowo Cusselin odpowiada słowiańskiej (kaszubskiej) nazwie miasta, a nie niemieckiej Coslin.
Według relacji pieczęć znajdowała się na różnych dokumentach pochodzących jeszcze z lat do 1440 roku. Później przestano się nią posługiwać i zagubiono. W 1718 roku w gruzach spalonego wówczas ratusza, przypadkowo odnaleziono stary stempel mosiężny, który następnie do II wojny światowej pozostawał pod opieką miejscowego magistratu. Nie wiadomo, gdzie obecnie się znajduje.

### Herb z XIV wieku
W XIV wieku zmieniono gruntownie pieczęć miejską i obstalowano ją z nowym herbem, który przedstawiał ściętą głowę św. Jana Chrzciciela leżącą w misie. Święty Jan był patronem diecezji pomorskiej (tj. biskupstwa kamieńskiego), do którego Koszalin należał.

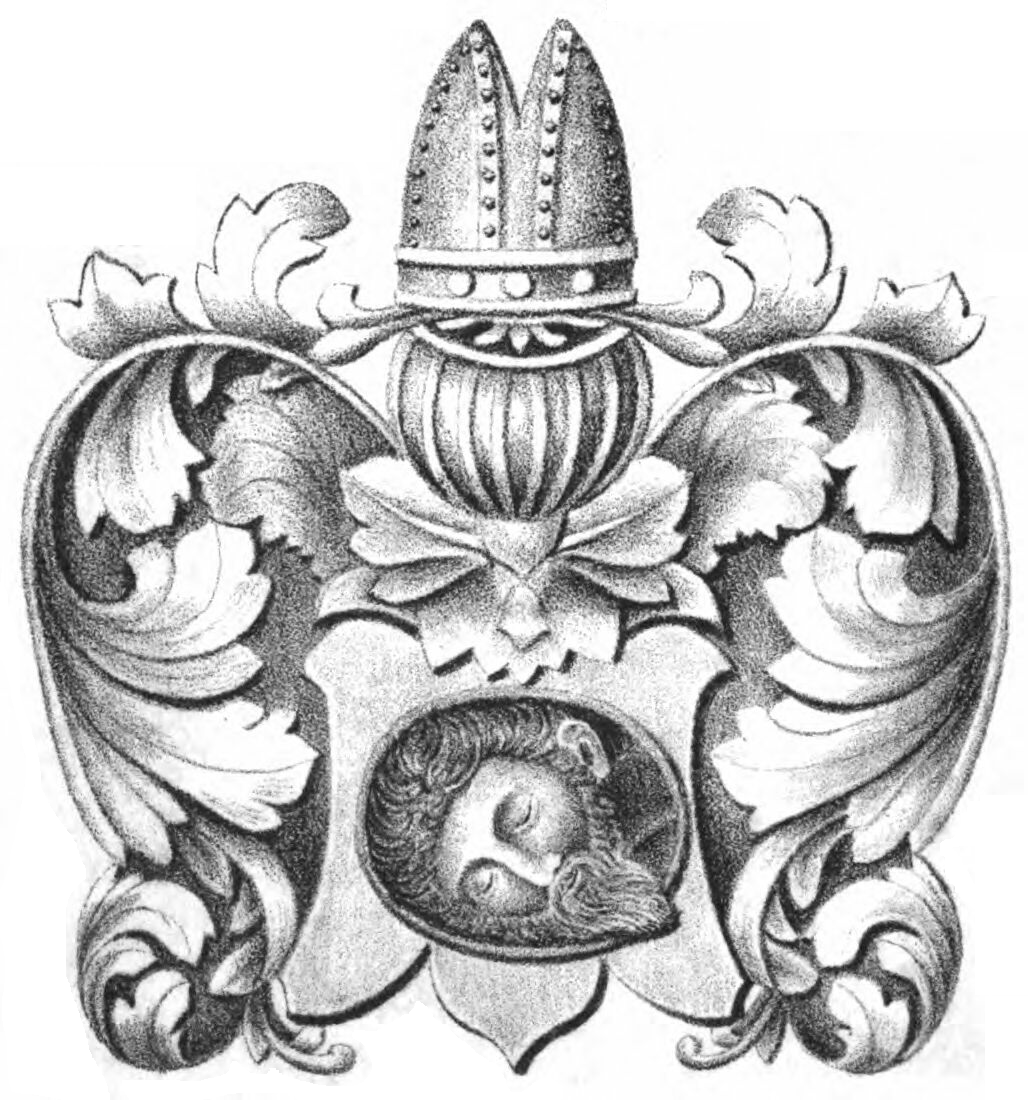
Herb w pełnej oprawie z książki Johanna Ernsta Benno (1840)
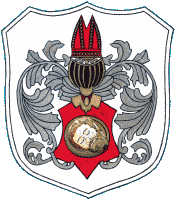
Herb jako pełna oprawa

### Herb 1938–1959

Herb Koszalina obowiązujący od 1938 do 1959

Na podstawie przywileju menniczego od swoich biskupów bito w XV wieku małe denarki miejskie Koszalina. Monetki te były bez napisów, lecz miały po jednej stronie głowę św. Jana Chrzciciela, a po drugiej literę „Z” z dwoma krzyżykami, pierścieniami lub gwiazdkami po bokach lub miały samą literę „Z”. Znaku podobnego do litery Z użyto także na kamieniu granicznym w lesie (niem. Hammerwald) rozdzielającym dawniejsze posiadłości miejskie od klasztornych cysterek z Koszalina. Jest to tzw. kamień runiczny. Prof. Marian Gumowski ocenił, że litera „Z” nie miała charakteru heraldycznego dla miasta, lecz była raczej znakiem lub inicjałem snycerza przy pierwszych denerkach z XV wieku, który zniesiono przy dalszych emisjach monet. Znak ten nie był nigdy umieszczony na pieczęciach miejskich. Podaje się też, że kamień runiczny ustawiono dla zabezpieczenia posiadłości miejskich, a ponieważ wykucie herbu miasta w kamieniu byłoby dość trudne, naniesiono na niego gmerk rzemieślników koszalińskiej mennicy.
31 sierpnia 1938 nazistowskie Niemcy wprowadziły za herb Koszalina tarczę herbową o czerwonym polu ze złotą literą „Z” z dwoma kółkami po bokach.
Projekt nowego herbu wykonał prof. Otto Hupp, który określił ten znak jako znak runiczny o germańskim rodowodzie.
Fritz Treichel stwierdził, że Niemcy widzieli w tej kompozycji stare, nordyckie ślady wikingów. Naziści często nawiązywali do germańskich, nordyckich symboli i znaków.
Znak „Z” spotykany jest w herbach miast niemieckich, historycy niemieccy nazwali go wolfsangel. Po wojnie dokonano niewielkiej korekty graficznej, prostując poziomo górne ramię symbolicznej litery „Z”.

### Herb od 1959
Nowy herb Koszalina został przyjęty 10 lutego 1959 roku. Autorem projektu był Tadeusz Przypkowski. Nowy herb miał nawiązywać do pieczęci księcia Bogusława II na dokumencie z 23 października 1214 roku, w którym nadawał osadę Koszalin norbertanom z Białoboków. Pieczęć ta przedstawia jadącego na koniu księcia trzymającego w ręce proporzec o trzech strefach i tarczą na ramieniu, na której widniał bezskrzydły gryf (przyjęto też lwa, jako niedbałość rysownika).

## Odniesienia
Medal Politechniki Koszalińskiej zawiera trzy herby Koszalina.